# Association Sportive Khroub
L'Association Sportive Khroub (AS Khroub) (àrab: الجمعية الرياضية للخروب, al-Jamaʿiyya al-Riyāḍiyya li-l-Ḫurūb, ‘Associació Esportiva de Khroub’) és un club de futbol algerià de la ciutat d'El Khroub, propera a Constantina.
Fundat el 1927, entre 1977 i 1989 es va anomenar Nedj Riadhi Baladiat Khroub.